# Ignacio Vera de Rada

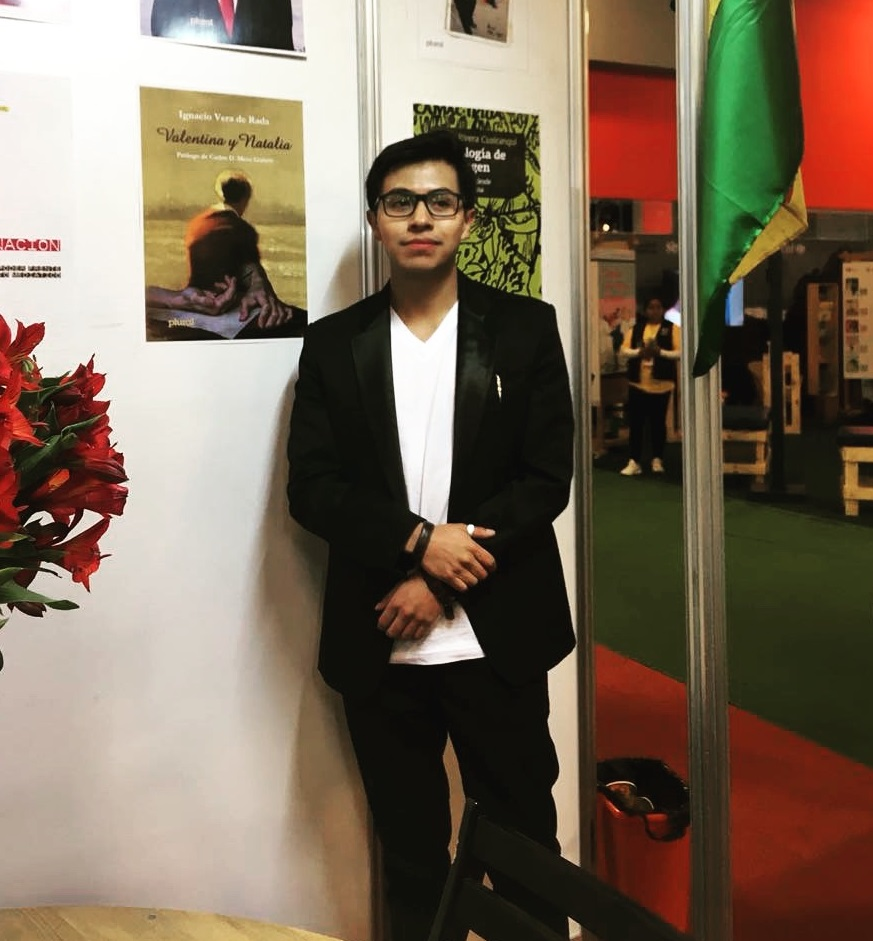
Ignacio Vera de Rada en la presentación de su novela Valentina y Natalia, en la XXIII Feria Internacional del Libro de La Paz

Ignacio Rodrigo Vera de Rada (La Paz, Bolivia; 1 de septiembre de 1994) es un escritor, y activista boliviano, autor de varios libros de narrativa, poesía y ensayo.

## Infancia y estudios
Es hijo de Augusto Vera Riveros y Magaly Rada Claure, ambos abogados. Su hermano Marcelo (2000) falleció en 2007 a causa de una leucemia linfoblástica aguda (LLA). Uno de sus bisabuelos maternos, Rómulo Claure Patiño, fue combatiente de la guerra del Chaco y pariente del magnate de la minería del estaño Simón Iturri Patiño.
Hizo sus estudios escolares en el Colegio La Salle de su ciudad, graduándose en 2012, y luego ingresó en las carreras de Ciencias Políticas y de Comunicación Social, en la Universidad Católica Boliviana San Pablo, que concluyó en 2017 y 2020 respectivamente. También hizo estudios de Historia en la Universidad Mayor de San Andrés, los cuales no culminó. En 2021 comenzó un programa de maestría en Teoría Crítica en el CIDES-UMSA, cuya lectura de tesis hizo en 2023.

## Literatura
Comenzó a escribir poesía a los dieciséis años, pero publicó su primer libro de poemas a los veintiuno, en 2015. El libro se llamaba Mocedades y contenía 16 poemas relacionados con el amor, la historia, la religión y la muerte. Fue rechazado por las editoriales a las que lo puso en consideración y fue financiado por sus padres.
Al siguiente año comenzó a escribir reseñas de libros y columnas de opinión, las cuales se publicaron en los periódicos Página Siete y El Diario, y luego sus artículos comenzaron a ser aceptados por otros medios de circulación nacional, como Los Tiempos, El Deber o la Agencia de Noticias Fides, y por el periódico español Mundiario. Comenzó a elaborar reportajes, crónicas y entrevistas culturales y de viajes para La Razón y Página Siete y en 2018 debutó en el periodismo deportivo con una entrevista a la nadadora olímpica Karen Torrez, a propósito de su participación en los Juegos Olímpicos de Tokio. Durante la pandemia del Covid-19 tradujo del latín al español la tesis de filosofía del prócer de la independencia Mariano Antezana, la cual se publicó en forma de libro por la editorial Plural en 2022. En enero de 2025 asumió el cargo de consultor editorialista del periódico El Diario.
Publicó novelas (Valentina y Natalia, La novela del dictador), una biografía del político del MNR Guillermo Bedregal Gutiérrez (Guillermo Bedregal), una tragedia lírica (Praxíteles en Olympia), un libro de historia (Cien años del Colegio La Salle en La Paz), un libro colectivo sobre escritura académica (El afilador de argumentos)y un ensayo de interpretación sociológica (El laberinto de la bolivianidad). Publica además de manera esporádica artículos de investigación o ensayos en revistas académicas.
Se incorporó en el plantel docente de la Universidad Católica Boliviana a fines de 2019, como profesor de pregrado del Departamento de Cultura y Arte, y desde 2020 comenzó a dar clases en los niveles de preuniversitario y postgrado. En 2023, la Asociación de Exalumnos del Colegio La Salle le otorgó el premio Indivisa Manent y en 2024, la Universidad Católica Boliviana le confirió la distinción de Docente de Excelencia.

## Política y activismo
Se involucró en política en 2015, como parte del equipo de campaña del candidato a concejal Carlos Palenque Monroy, de la agrupación ciudadana Sol.bo del entonces alcalde de La Paz Luis Revilla, y participó en las manifestaciones en defensa de los resultados del referéndum del 21 de febrero de 2016, pero debutó formalmente en 2018, incorporándose a Comunidad Ciudadana (CC), de Carlos Mesa, que disputó el poder con el MAS-IPSP, liderado por Evo Morales. En CC coordinó una escuela de formación de cuadros y fue candidato a diputado plurinominal por La Paz en las elecciones generales de 2019 y 2020. Después de las elecciones de 2019 participó en las protestas ciudadanas que se suscitaron luego de la difusión de los resultados del recuento rápido de actas y que terminaron en la renuncia de Evo Morales.
Entre noviembre de 2020 y febrero de 2021 fue asesor de gestión parlamentaria en la Cámara de Diputados, pero en febrero de 2021 renunció a su militancia partidaria y se alejó de la actividad política. Luego fue simpatizante del Partido Liberal Boliviano. También se dedica a causas ambientales.

## Libros
- Mocedades (poesía, 2015)
- Guillermo Bedregal: Retrato de un hombre público (biografía, 2017)
- Valentina y Natalia (novela, 2018)
- Praxíteles en Olympia o La olympíada (poesía, 2019)
- La novela del dictador (novela, 2022)
- Cien años del Colegio La Salle en La Paz: Historia de una aventura educativa (historia, 2023)
- El afilador de argumentos: Despertando la fuerza de tu escritura (manual colectivo de escritura académica, 2023)
- El laberinto de la bolivianidad: Ensayo crítico de una realidad beligerante (ensayo, 2024)